# دنيس واشنطن
دنيس واشنطن (بالإنجليزية: Dennis Washington)‏ هو رائد أعمال أمريكي، ولد في 1934 في سبوكين في الولايات المتحدة.